# Чапаєвка (Новоорський район)
Чапа́євка (рос. Чапаевка) — село у складі Новорського району Оренбурзької області, Росія.

## Населення
Населення — 884 особи (2010; 920 у 2002).
Національний склад (станом на 2002 рік):
- казахи — 46 %
- росіяни — 41 %